# Fake My Own Death
Fake My Own Death è un singolo del gruppo musicale canadese Sum 41, il primo estratto dal loro sesto album in studio 13 Voices, pubblicato il 28 giugno 2016.

## Video musicale
Il video ufficiale del brano, diretto da Marc Klasfeld (già autore dei video di Fat Lip, In Too Deep e The Hell Song, vede i Sum 41 suonare sul tetto di un edificio mentre la città viene attaccata da diverse figure, simili a meteore, tra le quali Kim Kardashian, Michael Jordan, degli Angry Birds, numerosi Nyan Cat, Donald Trump e ogni tipo di altro meme.

## Tracce
Testi e musiche di Deryck Whibley.
1. Fake My Own Death – 3:14

## Formazione
- Deryck Whibley – voce, chitarra ritmica
- Dave Baksh – chitarra solista, voce secondaria
- Tom Thacker – chitarra solista, voce secondaria
- Cone McCaslin – basso, voce secondaria
- Frank Zummo – batteria, percussioni

## Classifiche
| Classifica (2016)          | Posizione massima |
| -------------------------- | ----------------- |
| Canada (rock)              | 45                |
| Stati Uniti (rock digital) | 44                |